# Wielka Wieś (powiat krakowski)
Wielka Wieś – wieś w Polsce położona w województwie małopolskim, w powiecie krakowskim, w gminie Wielka Wieś.
W roku 2021 w miejscowości mieszkało 1628 osób, z czego 51,3% stanowiły kobiety, a 48,7% mężczyźni.
Wieś wielkorządców krakowskich w powiecie proszowickim województwa krakowskiego w końcu XVI wieku. W latach 1975–1998 miejscowość administracyjnie należała do województwa krakowskiego.
Przez Wielką Wieś przebiega droga krajowa nr 94 łącząca Zgorzelec z Korczową.
Miejscowość leży na trasie Kraków - Olkusz.

## Części wsi
| SIMC    | Nazwa     | Rodzaj    |
| ------- | --------- | --------- |
| 0342166 | Post      | część wsi |
| 0342172 | Przecinka | część wsi |

## Ruiny zamku
Informacje o zamku w Wielkiej Wsi na Górze Zamkowej w Dolinie Kluczwody (poprzednio w granicach Białego Kościoła) nie występują w żadnych średniowiecznych źródłach. Pierwsze wzmianki pojawiły się w latach 1325–1327. W XIV w. przypuszczalnie zamek był siedzibą właścicieli wsi, rodu Syrokomlów. Warownia została zniszczona wskutek obsunięcia się skały, na której ją wzniesiono. Wtedy właściciele przenieśli się do wybudowanego przez siebie nowego zamku w Korzkwi.